# Radar

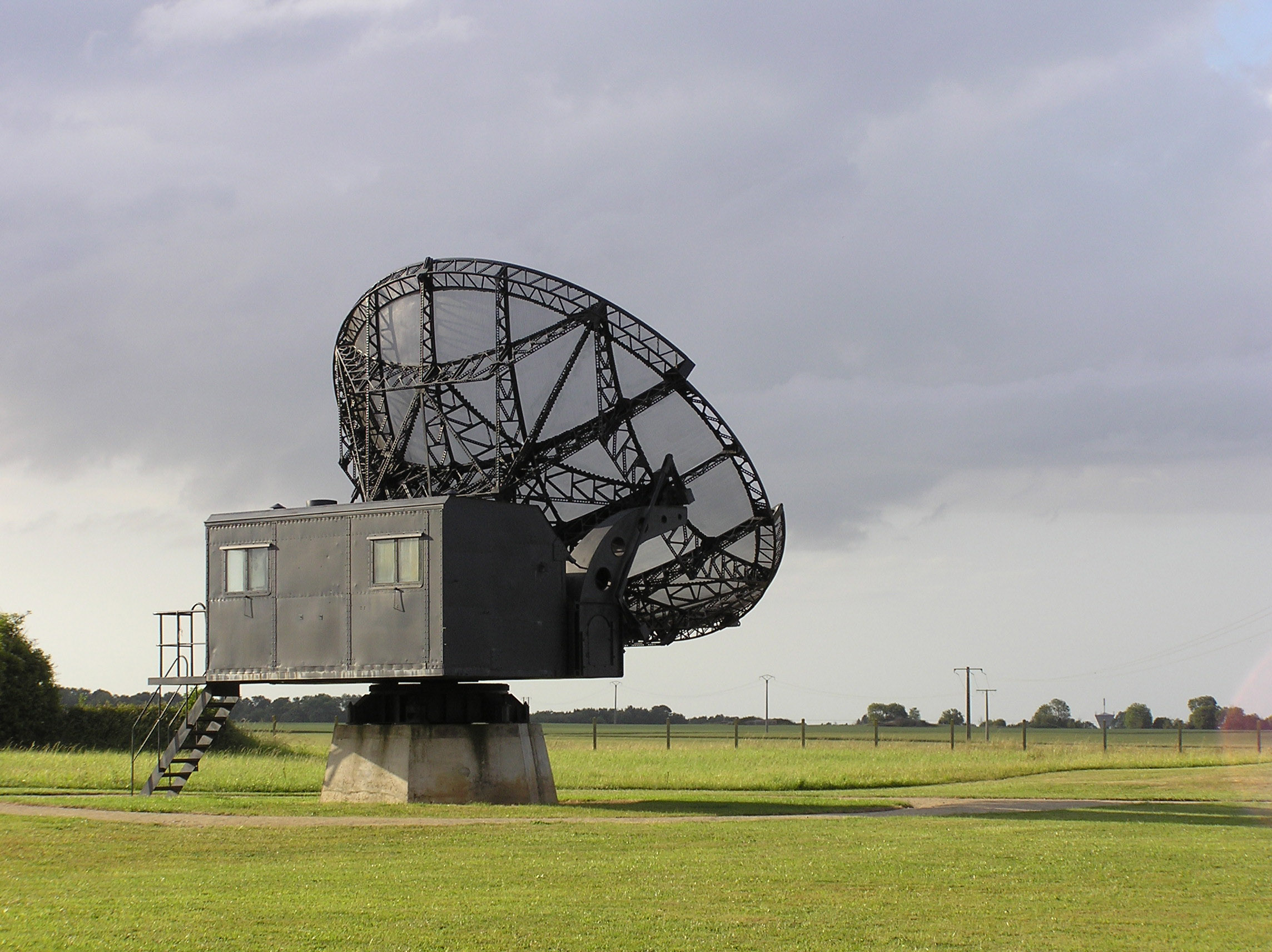
Německý radar Würzburg Riese z období druhé světové války v Douvres-la-Délivrande, Calvados, Francie

Radiolokátor neboli radar (anglický akronym pro radio detection and ranging, česky rádiové rozpoznávání a zaměřování) je zařízení určené k vyhledání cílů, určení jejich polohy, případně i jejich identifikaci pomocí elektromagnetického záření, resp. jedné jeho formy: rádiových vln.

## Historie
Princip odrazu elektromagnetických vln od kovových předmětů byl objeven roku 1886 Heinrichem Hertzem. První pokusy zaměřování objektů za pomoci radaru jsou zaznamenány z roku 1904 technikem zabývajícím se vysokofrekvenčním zářením, Christianem Hülsmeyerem. Ten si svůj telemobilskop schopný vyslat sekvenci vln a následně měřit jejich odraženou složku, nechal 30. dubna 1904 patentovat.
V roce 1935 prezentovali angličtí vědci Robert Watson-Watt a Arnold Wilkins technickou zprávu o zaměřování letadel pomocí radaru. Na svůj demonstrační pokus použili BBC vysílač v Daventry a vyslali impuls s vlnovou délkou 49 metrů. Mobilní přijímač, vybavený na tu dobu moderním katodovým osciloskopem skutečně zachytil odraz této vlny od letadla, které létalo nad pokusným stanovištěm. Toto zařízení bylo schopno zachytit letadlo až do vzdálenosti 13 kilometrů. Po tomto pokusu započal masivní výzkum radarové techniky se silnými investicemi.

## Obecný princip činnosti
Mikrovlnná energie je vysílána v impulzech o určitém výkonu na určité frekvenci (typicky jednotky MHz pro dlouhé dosahy až po desítky GHz pro krátký dosah). Vyslané vlny se při šíření prostorem odráží od objektů, které jsou charakteristické tzv. RCS neboli efektivní odraznou plochou. Takovým objektem může být letadlo, člověk, strom a klidně i mrak. Vzdálenost (u letounů tzv. šikmá dálka) detekovaných objektů je určována pomocí časové korelace vyslaného a přijímaného signálu. U jednoduchých přístrojů se zobrazuje tato vzdálenost v měřítku přístroje jako horizontální délka diagramu, příjem odraženého signálu jako vertikální úsečka. Prostorovou 3-D souřadnici cíle poskytují modernější radary s aktivními fázovanými řadami, nebo radiolokátory s různými kombinacemi dvou svazku ve tvaru V anebo 3-D souřadnici lze získat fúzí dat radiolokačního výškoměru a dálkoměru. U dnes obvyklých panoramatických přístrojů horizontální anténa rotuje. Není to však podmínkou, fázované antény umožňují měnit směr vysílání a příjmu i bez pohybu. Moderní 3D přehledový radiolokátor využívá rotaci antény a zároveň manipuluje s hlavním svazkem anténní vyzařovací charakteristiky, což mu umožňuje měřit azimut, dálku a výšku cíle najednou. Objekty zachycené radiolokátorem se dříve zobrazovaly na obrazovce CRT s elektromagnetickým vychylováním svazku, tedy analogově.

### Princip radaru 2
Spočívá v tom, že ve vysílači jsou vytvářeny vysokofrekvenční elektromagnetické impulsy. Základním prvkem vysílače bývá zpravidla výkonová elektronka (magnetron, klystron aj.) nebo polovodičový prvek (užívá se pro menší výkony nebo spojení více prvků) generující potřebnou elektromagnetickou energii. Ta je vysílána anténou v určitém svazku (šířka svazku definuje rozlišovací schopnost lokátoru a intenzitu elektromagnetické energie ve směru což má vliv na dosah, typický přehledový lokátor má šířku svazku v horizontální rovině cca v rozmezí 1,2°; ve vertikální rovině v rozmezí cca 20-40°) a šíří se přímočaře přibližně rychlostí světla c (300 000 000 m/s). Narazí-li na nějaký předmět, odrazí se pod stejným úhlem, pod kterým na předmět dopadla. Pouze vysílací impulsy, které dopadnou na objekt pod úhlem 90°, se odrazí tak, že se vrátí zpět do antény. V přijímači jsou impulsy odražených signálů zpracovány přijímačem a na indikátoru jsou viditelné jako kresba světlých skvrn. Radarové impulsy, které nedopadnou pod pravým úhlem, jsou odvedeny do volného prostoru. Nedospějí zpět do antény a nemohou proto vytvořit žádný obraz odraženého signálu. Čím je anténa větší oproti vlnové délce vysílané energie, tím dokáže vyslat užší paprsek a obraz je přesnější. O rozlišovací schopnosti v dálce pak rozhoduje délka (čas generování vf. energie) vyslaného impulzu a způsob zpracování (např. impuls délky 1 mikrosekundy umožňuje bez použití komprese impulzu měřit s rozlišovací schopností 150 m). Dosah radiolokátoru je pak dán výkonem vysílače, vyzářenou intenzitou energie (dáno charakteristikami antény), velikostí efektivní odrazné plochy cíle, charakterem vysílaného signálu (parametry a zpracování), útlumem v prostředí a citlivostí přijímače jež určují možnost detekce cíle vzhledem k energetickým poměrům. Limitní dosah vyplývá z frekvence opakování pulsů (pokud je zachycen odražený impuls později nežli je vyslán další, nelze jednoznačně stanovit vzdálenost cíle) a mění se se změnou této frekvence (některé složitější radiolokátory využívají změnu opakovací frekvence k odstranění nejednoznačnosti měření vzdálenosti).
Uvedené principy platí v případě, že vlnová délka dopadající energie je dostatečně „malá“ oproti ploše na kterou dopadá. V případě, že objekt, na který dopadá šířící se energie je přibližně stejných rozměrů jako je vlnová délka vysílání a objekt je z vhodného materiálu (kov), dochází k odrazu díky rezonanci elektromagnetického vlnění na takovém objektu a vlny se od něj odráží zpět i bez ohledu na úhel dopadu (objekt funguje jako dipól a má tak efektivní odraznou plochu větší nežli jsou skutečné rozměry). Typickým příkladem jsou například antény na povrchu letadel nebo pasivní rušiče radarů v podobě staniolových proužků odpovídající délky (pod kódovým názvem Window používaný od roku 1942) atd. 
Rovněž při dopadu na rozhraní prostředí může dojít k odrazu (teplý a studený vzduch v okolí trysek letounu, kroupy atd.).
Také přímočaré šíření prostorem je idealizovaný stav. Vlivem atmosféry a země dochází při šíření k „ohýbání“. Při použití lokátoru na delší vzdálenost se proto bere v úvahu i vliv země. Tohoto efektu, případně i odrazu krátkých vln od ionosféry, využívá tzv. „zahorizontální radiolokace“ (OTH radar). K jejímu rozvoji došlo v 60. až 90. letech v řadě zemí: sovětský systém Duga, americký ROTHR, australský JORN, francouzský Nostradamus, Íránský Sepehr a několik čínských systémů.
Zvláštním případem je pak radiolokátor se stálou vlnou, který negeneruje impulsy, nýbrž vyzařuje neustále, a umožňuje tak jednoznačné měření dálky jen na vzdálenost danou vlnovou délkou (signál může být modulován za účelem možnosti měření větší vzdálenosti). Využívá se především k měření rychlosti (např. policejní radar RAMER-7), kde vzdálenost objektu není důležitá (rychlost se měří podle Dopplerova posunu).

## Aktivní radar

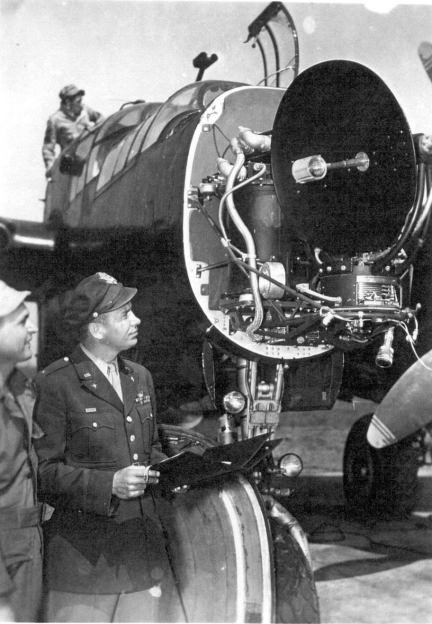
Palubní radar SCR-720 v přídi nočního stíhacího letounu Northrop P-61 Black Widow

### Primární radar
Primární radar je klasický aktivní radar, kdy vysílač (pozemní nebo palubní) vysílá mikrovlnnou energii ve formě impulzů nebo stálé vlny a v čase mimo vysílání přijímá odrazy od objektů (letadel, vzducholodí, mraků, země…) jež se nacházejí ve směru kam je energie vyslána.
V případě, že nejsou vysílány impulsy ale stálá vlna (CW), bývají anténní systémy pro vysílání a příjem zpravidla oddělené.
Použití stálé vlny umožňuje precizní měření radiální rychlosti (rychlost objektu vůči vysílači) na základě Dopplerova jevu (změna vlnové délky v závislosti na rychlosti objektu a rychlosti šíření elektromagnetických vln v prostoru). Stejný efekt je využíván i u impulsních radarů pro rozlišení pohybujících se cílů (např. nízkoletícího letounu mezi odrazy od země atd.)

### Sekundární radar – odpovídač
Sekundární radar je aktivní radar, který potřebuje ke své činnosti další zařízení na palubě letadla, tzv. odpovídač. Na zemi je umístěno zařízení, které se nazývá dotazovač a dále je na zemi umístěn přijímač sekundárního radaru. Dotazovač se v pravidelných intervalech dotazuje a každý dotázaný odpovídač odpovídá svým kódem, který má přidělený pro daný let od řízení letového provozu. Sekundární radar tedy dokáže identifikovat jednotlivá letadla. Při provozu v módu C nebo S je odpovídač propojen ještě s kodérem výšky (enkodérem), takže do odpovědi může být zakódována i výška letu letadla.
Standardní dotaz SSR (secondary surveillance radar – sekundární přehledový radar) v normě ICAO (International Civil Aviation Organization/Mezinárodní organizace pro civilní letectví) má podobu třech impulsů s definovanou časovou prodlevou na nosné frekvenci 1030 MHz. Šířka všech impulsů je 0.8 mikrosekund. Časová prodleva mezi prvním a posledním impulzem určuje mód dotazu, druhý impuls pak slouží k zamezení spuštění odpovědí od letounů, jež se nenacházejí ve směru orientace hlavního svazku antény. Toho se dociluje tím, že první a poslední impulz jsou vyslány směrovou anténou s vysokým ziskem, druhý impulz pak anténou s podstatně širším svazkem. Přijímač odpovídače pak porovná amplitudy a časy příchodu jednotlivých impulsů. Pokud je amplituda druhého impulsu vyšší než prvního u třetího není vysílána odpověď, protože se přijímač (letoun) nenachází v oblasti hlavního svazku a případná odpověď by tak způsobovala vznik falešných cílů.
Z časového rozdílu mezi impulsy pak přijímač vyhodnotí mód dotazu.
Kód odpovídače se nazývá squawk.
- Mód 1 – Prodleva mezi impulsy 1 a 3 je 3 ± 1 μs, je určen pro vojenské aplikace.
- Mód 2 – Prodleva mezi impulsy 1 a 3 je 5 ± 0.2 μs, je určen pro vojenské aplikace.
- Mód 3/A – Prodleva mezi impulsy 1 a 3 je 8 ± 0.2 μs. Používá se pro identifikaci letadel pomocí tak zvaných kódů SIF (selective identification feature). Čtyřmístné identifikační číslo (tzv. „squawk“ nebo „alfa“) je letounu přiděleno v průběhu letu orgánem ŘLP.
- Mód B – Prodleva 17 ± 0.2 μs, určen pro řízení letového provozu v civilní oblasti. Není celosvětově využíván.
- Mód C – Prodleva 21 ± 0.2 μs, odpověď jako u módu A doplněná o barometrickou výšku.
- Mód D – Prodleva 25 ± 0.2 μs, určen pro civilní oblast. Není celosvětově využíván.

Odpověď je vysílána na frekvenci 1090 MHz a skládá se ze sady impulsů udávajících číslo od 0000 po 7777. První a poslední impuls (bránovací impulsy) jsou použity k měření vzdálenosti cíle a jsou vyslány 20,3 mikrosekund po sobě (samy o sobě udávají squawk 0000). Některé squawky jsou vyhrazena zvláštním případům např.:
- 7500 – protiprávní čin na palubě (např. únos)
- 7600 – ztráta radiového spojení
- 7700 – stav tísně
- 0000 – vyhrazeno pro budoucí použití

- Mód S – Dotaz v tomto módu je určen pouze jednomu letadlu a je konfigurován tak, aby ostatní letadla neodpovídala. Základní identifikační kód letadla v tomto módu je pak pevně přidělen a nemění se během letu jako u ostatních módů. Kód letadla je při instalaci odpovídače na letadlo uložen trvale do jeho paměti a může ho změnit jen oprávněná osoba např. při změně rejstříkového zápisu (domovského státu letadla).

Pro určené kategorie letadel v určených vzdušných prostorech je předepsáno vybavení odpovídačem v módu S / EHS (Enhanced Surveillance – zdokonalený přehled). V tomto rozšířeném módu jsou z letadla po dotazu sekundárního radaru automaticky předávány do pozemního zařízení další údaje: magnetický (kompasový) kurz letu, indikovaná rychlost letu, svislá rychlost (klesání/stoupání), úhel příčného náklonu, rychlost změny traťového úhlu (otáčení do zatáčky), skutečný traťový úhel (proti zemi), traťová rychlost, zvolená výška letu (na voliči autopilota nebo výstražné soustavy dodržování letové hladiny). Tyto údaje umožňují pak další zpracování v pozemních soustavách ŘLP např. pro výstrahu před možnými kolizemi letadel.
Odpovídačem v módu S musí být vybaveny i obslužné pozemní prostředky na velkých letištích, aby bylo možné účinně předcházet jejich případným kolizím s operujícími letadly. V odpovědní zprávě odpovídače S módu je jednoznačně rozlišeno, zda je odpověď odeslána z prostředku, který je trvale v kontaktu se zemí, nebo letí ve vzduchu.
Signálu radarového odpovídače využívají také další soustavy, které mohou být v letadle nainstalovány. Jedná se zejména o výstražné soustavy TCAS nebo ACAS, jejichž účelem je zabránit kolizi letadel zejména na leteckých tratích a v prostorech s intenzivním letovým provozem.
Podobně jako dotazovače v normě ICAO fungují i vojenské varianty označované jako IFF (identification friend or foe – rozpoznání přítel/nepřítel). V zemích bývalého východního bloku byl užíván podobný systém, ale na jiných frekvencích a s odlišnými strukturami dotazů a odpovědí.

## Pasivní radar
Pasivní radiolokační systém (nebo Pasivní sledovací systém PSS) pouze sleduje veškerou rádiovou komunikaci letadla, elektromagnetické rušení a vyzařování způsobované motorem a další elektronikou v letadle. Nejčastěji je využíváno palubních radiolokátorů, odpovídačů pro IFF. Pro získání alespoň 2-D souřadnice je zapotřebí nejméně dvou přijímacích stanovišť od sebe vzdálených na takovou vzdálenost, pro kterou je zabezpečena dostatečná přesnost určení polohy vycházející z použité metody pro zjišťování polohy zdroje. V civilní sféře se informace o poloze fúzuje do jednoho zobrazení společně s informací z primárních radiolokátorů.
Metody určení polohy MUP, které jsou využívány pro zjišťování pozice zdroje (cíle) se dělí na:
- Triangulační metoda,
- Metoda vrcholového úhlu,
- Metoda PG,
- Časoměrně-hyperbolická metoda (TDOA),
- Doppler-difference (FDOA).

Výše uvedené technologie však stále spoléhají na aktivní elektromagnetické vyzařování sledovaného objektu. Skutečné pasivní sledovací systémy jsou schopny sledovat elektronicky pasivní cíle na základě odrazů okolního elektromagnetického záření, např. veřejného rozhlasového a televizního vysílání apod.

## Mikrovlnná trouba
V roce 1946 si Percy Spencer, který se zabýval výzkumem, při kterém se používaly magnetrony, všiml, že se potraviny, které jsou vystaveny účinkům mikrovlnného záření, zahřívají. Začal se o tuto zajímavou vlastnost blíže zajímat a na konci jeho snažení byl v roce 1947 první komerční model mikrovlnné trouby.